# Hamipré
Hamipré (wallon: Hamîprè luxembourgeois: Hamiperi/Hammipri) est une section de la ville belge de Neufchâteau située en Région wallonne dans la province de Luxembourg.

## Géographie

### Localités
Hamipré, Cousteumont, Marbay, Namoussart et Offaing.

## Évolution démographique
- Source: DGS, 1831 à 1970=recensements population, 1976= habitants au 31 décembre

## Histoire
Hamipré était une commune à part entière depuis sa séparation de Longlier le 8 août 1862 jusqu'à la fusion des communes de 1977.
Une gare fut édifiée à Hamipré durant la seconde moitié du XIXe siècle. L'arrêt est désormais fermé mais le bâtiment existe toujours.
Au cours de la Seconde Guerre mondiale, le 10 mai 1940 les Allemands envahissent la Belgique, les Pays-Bas et le Luxembourg. La Belgique autorise immédiatement les armées alliés à pénétrer sur son territoire. Hamipré se trouve défendu par les Français du 11e régiment de cuirassiers lorsque le matin du 11 mai elle est attaquée par les chars du Panzer-Regiment 2 soutenus par la I./Artillerie-Regiment 73 (unités de la 1re Panzerdivision, du XIX. Armee-Korps (mot.) qui a pour objectif de traverser la Meuse à Sedan). Les défenseurs détruisent plusieurs chars et les Allemands renoncent à leur attaque. Ces derniers enveloppent alors Neufchâteau par le sud et poussent les Français à se replier. Dans l'après midi, Hamipré est occupé.